# Vulva 3.0
Vulva 3.0 zwischen Tabu und Tuning ist ein deutscher Dokumentarfilm über chirurgische Manipulationen des äußeren weiblichen Genitales. Regie führten Ulrike Zimmermann und Claudia Richarz. Nach der Uraufführung bei den Internationalen Filmfestspielen Berlin 2014 in der Sektion Panorama, wurde der Film weltweit auf Festivals und im Kino gezeigt und kontrovers diskutiert.

## Inhalt
Der Dokumentarfilm handelt von der Optimierung der Vulva, dem äußeren weiblichen Genitale. Es geht um die Wahrnehmung und die Repräsentation der Vulva, deren Sichtbarkeit und Unsichtbarkeit in den Medien. Es geht um rituelle Verstümmelung, anatomische Irrtümer, historische Darstellungen des weiblichen Genitales, deren Zensur und Zelebrieren der Vulva sowie weiblicher Lust.
Zu Wort kommen dabei unter anderem die Aktivistin Jawahir Cumar, die Publizistin Mithu Sanyal, die Medizinhistorikerin Marion Hulverscheidt, die Publizistin Claudia Gehrke, Herausgeberin Laura Méritt und mehrere Mitgründer und Mitgründerinnen der Gesellschaft für ästhetische und rekonstruktive Intimchirurgie GAERID e.V.

## Produktion
Der Film Vulva 3.0 wurde unabhängig produziert und wurde von der MMM Film Zimmermann & Co. GmbH ohne Beteiligung von Sendeanstalten oder Unterstützung durch Filmförderungen realisiert. Nach der Uraufführung auf der Berlinale 2014 und einer internationalen Festivalauswertung wurde der Film zur Kinoauswertung in die USA und an diverse europäische TV-Sender verkauft. Deutsche Sender waren nicht an einer Auswertung interessiert. Eine umfangreiche Kinotour des Films mit anschließendem Diskussionsangebot, in Anwesenheit der Regisseurinnen oder Filmbeteiligten erreichte nach Angaben der Produzentin ca. 15.000 Kinozuschauer.

## Preise und Festivals
Internationale Filmfestspiele Berlin 2014
Vulva 3.0, zwischen Tabu und Tuning wurde am 9. Februar 2014 in der Sektion Panorama Dokumente uraufgeführt.
Die Kinopremiere war am 27. Oktober 2014 im Abaton-Kino in Hamburg.

## Rezeption
Vulva 3.0 zwischen Tabu und Tuning wird als kulturwissenschaftlicher Essayfilm gelesen. Sylvia Hallensleben schreibt in Epd Film: „Denn Claudia Richarz und Ulrike Zimmermann beschäftigt eher die kulturelle Dimension der äußeren weiblichen Genital- und Lustorgane, die in den meisten Teilen der Welt trotz Jahrzehnten feministischer Bemühungen immer noch abgewertet und den Fortpflanzungsorganen untergeordnet werden. Wer weiß schon, dass sich die Vulva mit gewaltigen Schwellkörpern weit in die Beckenzonen ausdehnt? Zufall ist solche Unkenntnis nicht: Denn im allgemeinen Bewusstsein wird das weibliche Geschlecht meist auf die Öffnung reduziert und die bei erotischen Fotos sichtbaren Schamlippen werden als unästhetischer Störfaktor wegretuschiert.“

Im Programmheft des Internationalen Frauenfilmfestival wird aus dem Beitrag von Mithu Sanyal im Film zitiert: „Das Zeigen der Vulva vertreibt Bären und Löwen, lässt den Weizen höher wachsen, beruhigt Sturmfluten und Dämonen haben Angst davor. Der Teufel läuft weg. Das Zeigen der Vulva rettet die Welt. Dieses kraftvolle Bild des weiblichen Genitales ist nicht in unserer Vorstellung verankert.“

„Es sind unterschwellige Motivlagen und unbewusste Handlungsweisen, die Zimmermann und
Richarz mit ihrer so unterhaltsamen wie schockierenden Doku sehr geschickt ans Licht der
Öffentlichkeit bringen“

„Ein packender Dokumentarfilm“